# The Artisan Hotel
The Artisan Hotel – hotel butikowy, działający w amerykańskim mieście Las Vegas, w stanie Nevada.
Obiekt składa się z 64 pokoi, zaś jego charakterystycznym elementem jest wielka kolekcja obrazów, zawierająca zarówno reprodukcje słynnych dzieł, jak i oryginalne egzemplarze, które znajdują się na terenie całego hotelu.

## Historia
The Artisan rozpoczął działalność w 1979 roku jako Travelodge. W grudniu 2001 roku obiekt został wykupiony przez nowych właścicieli, którzy zmienili jego nazwę na The Artisan, a także podjęli się zmian jego wystroju. Korporacja zaczęła w tym celu skupować prace takich artystów, jak Paul Cézanne, Marc Chagall, Leonardo da Vinci, Pierre-Auguste Renoir, Renoir i Vincent van Gogh, a następnie umieszczała je na terenie całego hotelu.
W 2008 roku magazyn Las Vegas Citylife wyróżnił Artisan Café and Lounge jako najlepszy bar w Las Vegas.
Mimo dobrych recenzji i popularności wśród lokalnych gości, The Artisan borykał się z problemami finansowymi, które ostatecznie doprowadziły obiekt do bankructwa w 2009 roku. W styczniu 2010 The Artisan został wykupiony przez korporację The Siegel Group, która uregulowała wszystkie nierozwiązane kwestie finansowe, dotyczące działalności obiektu.

### The Aristan w mediach
W 2007 roku, w The Artisan nakręcony został jeden z odcinków programu Criss Angel Mindfreak. W hotelu powstało również wiele odcinków serii Sin City Diaries produkowanej przez Cinemax.
7 czerwca 2010 roku w The Artisan swoje urodziny, w towarzystwie Kourtney Kardashian, świętował Scott Disick.